# Stephen M. Twitty

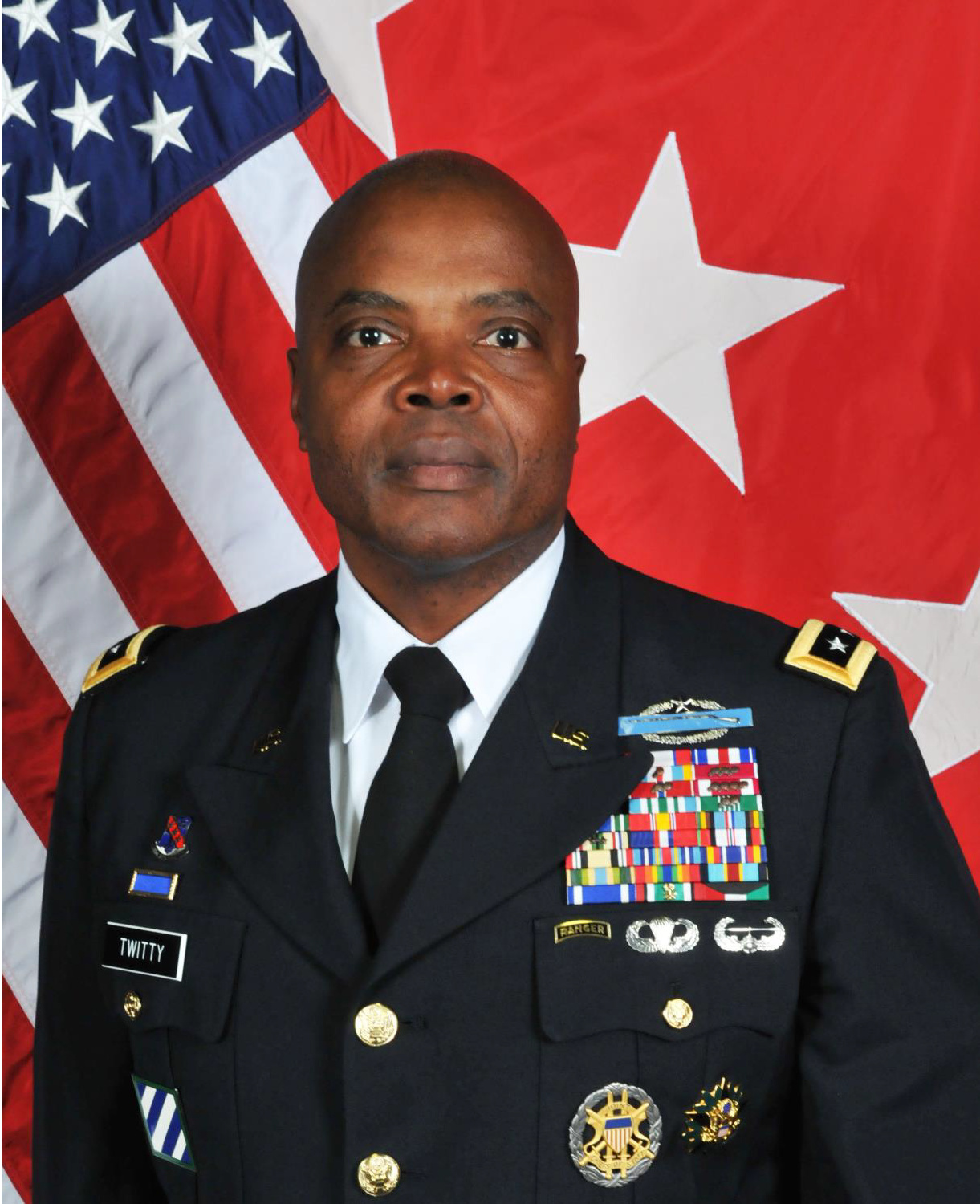
Stephen M. Twitty

Stephen M. Twitty (* 1963 in Spartanburg, Spartanburg County, South Carolina) ist ein pensionierter Generalleutnant der United States Army. Er war unter anderem Kommandeur der 1. Panzerdivision und der 1. Armee.
Über das ROTC-Programm der South Carolina State University gelangte Twitty im Jahr 1985 in das Offizierskorps des US-Heeres. Dort wurde er als Leutnant der Infanterie zugeteilt. In der Armee durchlief er anschließend alle Offiziersränge vom Leutnant bis zum Drei-Sterne General.
Im Lauf seiner militärischen Karriere erhielt Stephen Twitty akademische Grade von der South Carolina State University, der Central Michigan University und der National Defense University. Außerdem absolvierte er das Command and General Staff College.
In seinen jüngeren Jahren absolvierte er den für Offiziere in den niederen Rangstufen üblichen Dienst in verschiedenen Einheiten und Standorten. Dazu gehörten auch Aufgaben als Stabsoffizier in verschiedenen Hauptquartieren. Er kommandierte militärische Einheiten auf fast allen Ebenen bis hin zum Armeekommandeur. Während des Zweiten Golfkriegs war er Stabsoffizier im 7. Infanterieregiment. Nach einigen anderen Verwendungen als Stabsoffizier unter anderem im Pentagon war Twitty in den Jahren 1996 und 1997 in der Stabsabteilung G3 für Operationen beim V. Korps, dessen Hauptquartier sich damals seit etwa einem Jahr in Heidelberg befand, wohin es aus Frankfurt verlegt worden war. Teile des Korps gehörten zur Implementation Force (IFOR), die in Bosnien und Herzegowina eingesetzt war.
Von 1997 bis 1999 war Stephen Twitty in Schweinfurt stationiert. Dort war er Stabsoffizier in einem Bataillon der 1. Infanteriedivision. Daran schloss sich eine Versetzung zum Stab des NATO-Hauptquartiers in Belgien an. Diese Position bekleidete er bis zum Juni 2001. Danach kommandierte er bis 2003 das 3. Bataillon des 15. Infanterieregiments, mit dem er auch im Irakkrieg eingesetzt war. Nach einer zwischenzeitlichen Verwendung als Stabsoffizier bei der 3. Infanteriedivision in Fort Stewart in Georgia erhielt er im August 2005 das Kommando über eine Brigade (4th Brigade Combat Team) der 1. Kavalleriedivision. Dieses Kommando, das eine weitere zwischenzeitliche Versetzung in den Irak mit sich brachte, behielt er bis zum Jahr 2008.
Zwischen Juli 2008 und Juli 2009 war Twitty Stabsoffizier beim United States Northern Command in Colorado Springs. Es folgte eine Versetzung nach Kuwait, wo er Stabschef des dort ansässigen Teils des United States Central Commands war. In den Jahren 2010 bis 2012 leitete er die Stabsabteilung G3 für Operationen der 1. Panzerdivision. Danach wurde er Stabsoffizier bei ISAF im Rahmen des Kriegs in Afghanistan.
Zwischen August 2014 und Juni 2016 kommandierte Stephen Twitty die 1. Panzerdivision in Fort Bliss. Anschließend kommandierte er bis 2018 die im Rock Island Arsenal in Illinois ansässige 1. Armee. Es folgte eine Versetzung zum United States European Command (EUCOM) in Stuttgart, wo er stellvertretender Kommandeur dieses Unified Combatant Commands wurde. Im Jahr 2020 schied Twitty aus dem aktiven Militärdienst aus.
Nach seiner Pensionierung gründete Twitty die Beraterfirma Twitty and Associates LLC. Außerdem gehört er den Vorständen einiger anderer Firmen an. Zudem ist er als Sicherheits- und Militärexperte für den Nachrichtensender MSNBC tätig.

## Orden und Auszeichnungen
Stephen Twitty erhielt im Lauf seiner militärischen Laufbahn unter anderem folgende Auszeichnungen:
- Army Distinguished Service Medal
- Silver Star
- Defense Superior Service Medal
- Legion of Merit
- Bronze Star Medal
- Meritorious Service Medal
- Army Commendation Medal
- Joint Service Commendation Medal
- Army Achievement Medal
- Presidential Unit Citation
- National Defense Service Medal
- Armed Forces Expeditionary Medal
- Southwest Asia Service Medal
- Kosovo Campaign Medal
- Afghanistan Campaign Medal
- Iraq Campaign Medal
- Global War on Terrorism Expeditionary Medal
- Global War on Terrorism Service Medal
- Armed Forces Service Medal
- NATO-Medaille
- Kuwait Liberation Medal (Saudi-Arabien)
- Kuwait Liberation Medal (Kuwait)